# Dover (dystrykt)

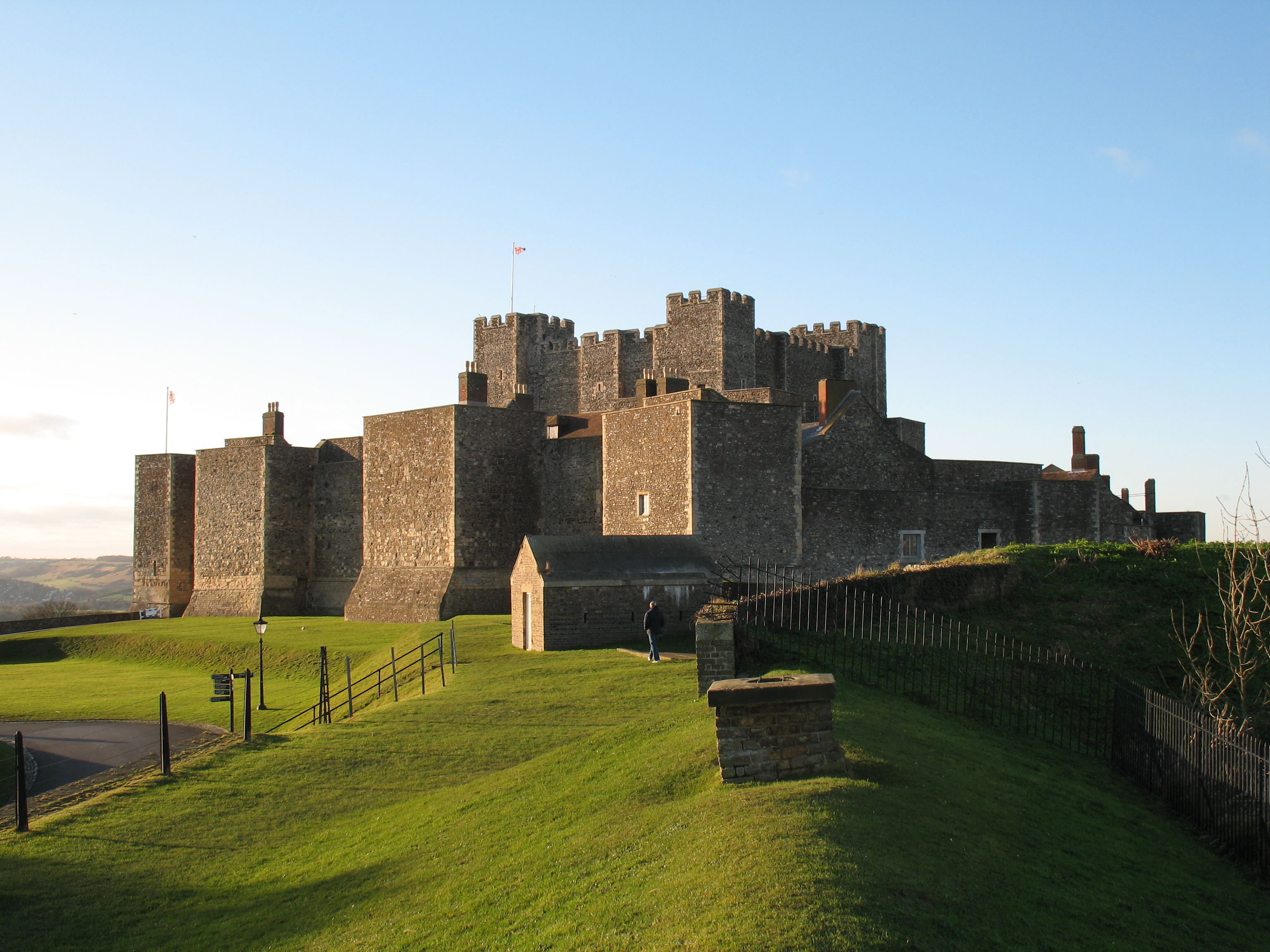
Zamek Dover

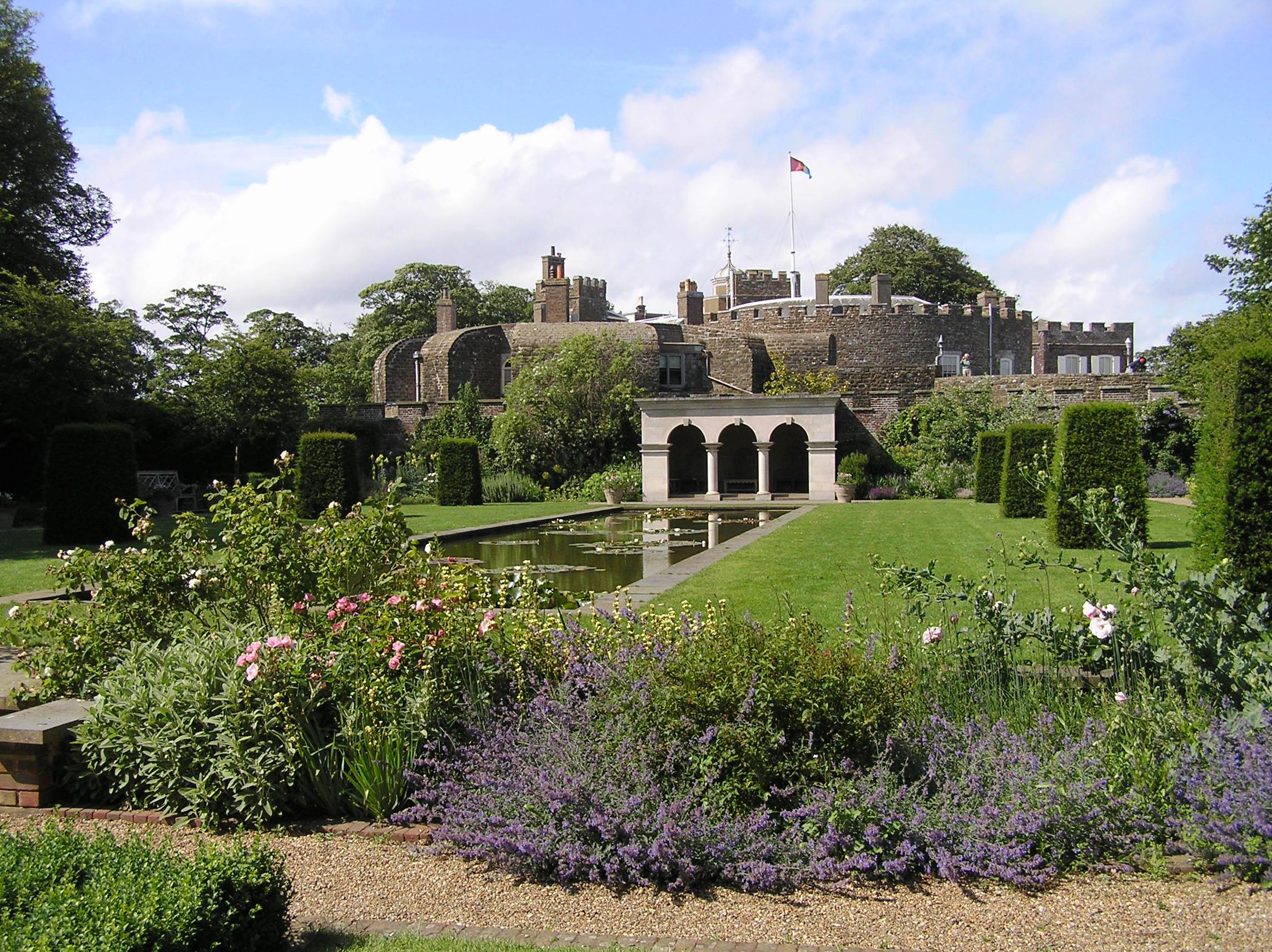
Fort Walmer Castle

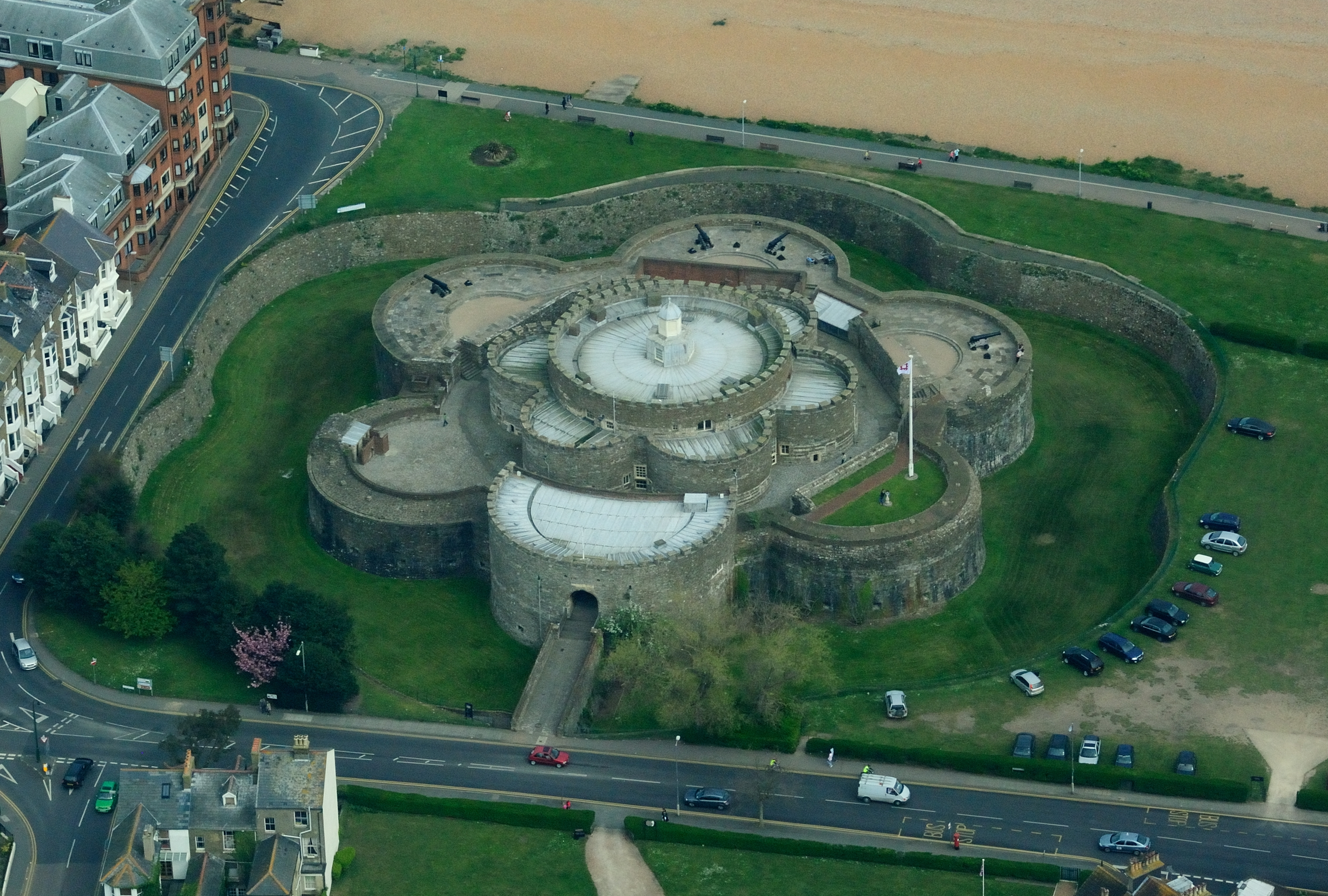
Fort Deal Castle

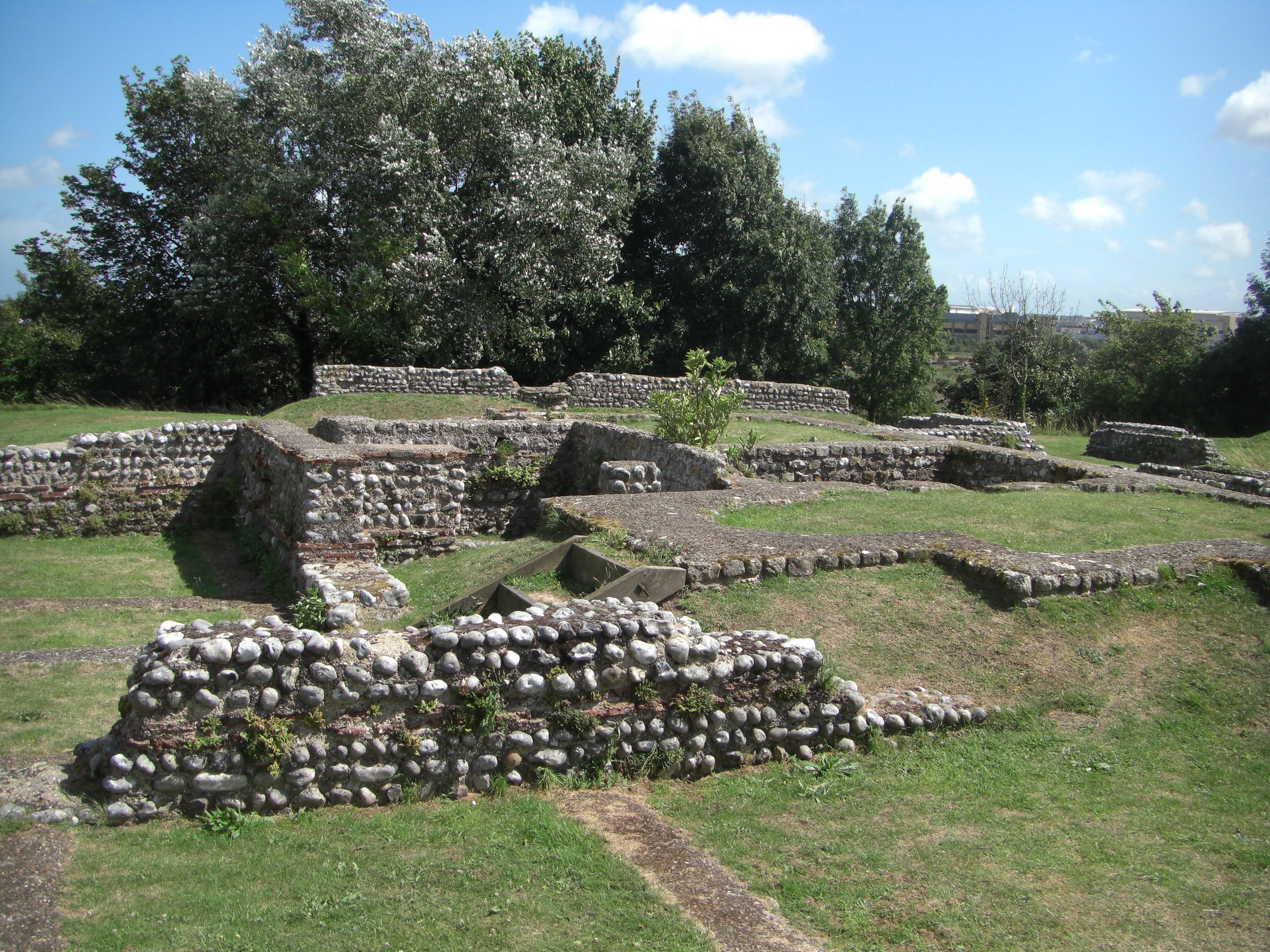
Ruiny rzymskiego fortu w Richborough

Dover – dystrykt w Anglii, we wschodniej części hrabstwa Kent. Centrum administracyjne dystryktu znajduje się w Dover.
Dystrykt ma powierzchnię 314,84 km², leży nad kanałem La Manche, zaś od północy graniczy z dystryktem Thanet, od zachodu z dystryktem Canterbury, od południa z dystryktem Folkestone and Hythe w hrabstwie Kent. Zamieszkuje go 111 674 osób.
Na terenie dystryktu znajduje się pochodzący z XII wieku zamek Dover oraz pochodzące z XVI wieku zamki Walmer Castle i Deal Castle. W Richborough znajdują się ruiny rzymskiego fortu z II wieku.
W Dover mieści się jedno z najstarszych muzeów w hrabstwie Kent – założone w 1836 roku Dover Museum.

## Podział administracyjny
Dystrykt obejmuje miasta Deal, Dover i Sandwich oraz 32 civil parish:
| - Alkham - Ash - Aylesham - Capel-le-Ferne - Denton-with-Wootton - Eastry - Eythorne - Goodnestone - Great Mongeham - Guston - Hougham Without - Langdon - Lydden - Nonington - Northbourne - Preston | - Ringwould with Kingsdown - Ripple - River - Shepherdswell-with-Coldred - Sholden - St Margaret’s at Cliffe - Staple - Stourmouth - Sutton-by-Dover - Temple Ewell - Tilmanstone - Walmer - Whitfield - Wingham - Woodnesborough - Worth |

Dystrykt dzieli się na 21 okręgów wyborczych:
| - Aylesham - Buckland - Capel-le-Ferne - Castle - Eastry - Eythorne and Shepherdswell - Little Stour and Ashstone - Lydden and Temple Ewell - Maxton, Elms Vale and Priory - Middle Deal and Sholden - Mill Hill | - North Deal - Ringwould - River - Sandwich - St Margaret’s at Cliffe - St Radigunds - Tower Hamlets - Town and Pier - Walmer - Whitfield |

## Demografia
W 2011 roku dystrykt Dover miał 111 674 mieszkańców. Zgodnie ze spisem powszechnym z 2011 roku dystrykt zamieszkiwało 493 osoby urodzone w Polsce.
Podział mieszkańców według grup etnicznych na podstawie spisu powszechnego z 2011 roku.
| - Biali Brytyjczycy: 103 848 (93,0%) - Biali Irlandczycy: 572 (0,5%) - Irish Travellers: 234 (0,2%) - Pozostali biali: 3312 (3,0%) - Mieszani Karaibowie: 281 (0,3%) - Mieszani Afrykanie: 133 (0,1%) - Mieszani Azjaci: 360 (0,3%) - Pozostali mieszani: 255 (0,2%) - Hindusi: 397 (0,4%) | - Pakistańczycy: 40 (0,0%) - Banglijczycy: 151 (0,1%) - Chińczycy: 274 (1,0%) - Pozostali Azjaci: 1169 (0,2%) - Czarni Afrykanie: 265 (0,1%) - Czarni Karaibowie: 85 (0,1%) - Pozostali czarni: 36 (0,0%) - Arabowie: 65 (0,1%) - Pozostałe grupy etniczne: 197 (0,2%) |

Podział mieszkańców według wyznania na podstawie spisu powszechnego z 2011 roku.
- Chrześcijaństwo – 64,1%
- Islam – 0,5%
- Hinduizm – 0,6%
- Judaizm – 0,1%
- Buddyzm – 0,5%
- Sikhizm – 0,0%
- Pozostałe religie – 0,5%
- Bez religii – 26,0%
- Nie podana religia – 7,8%

## Transport

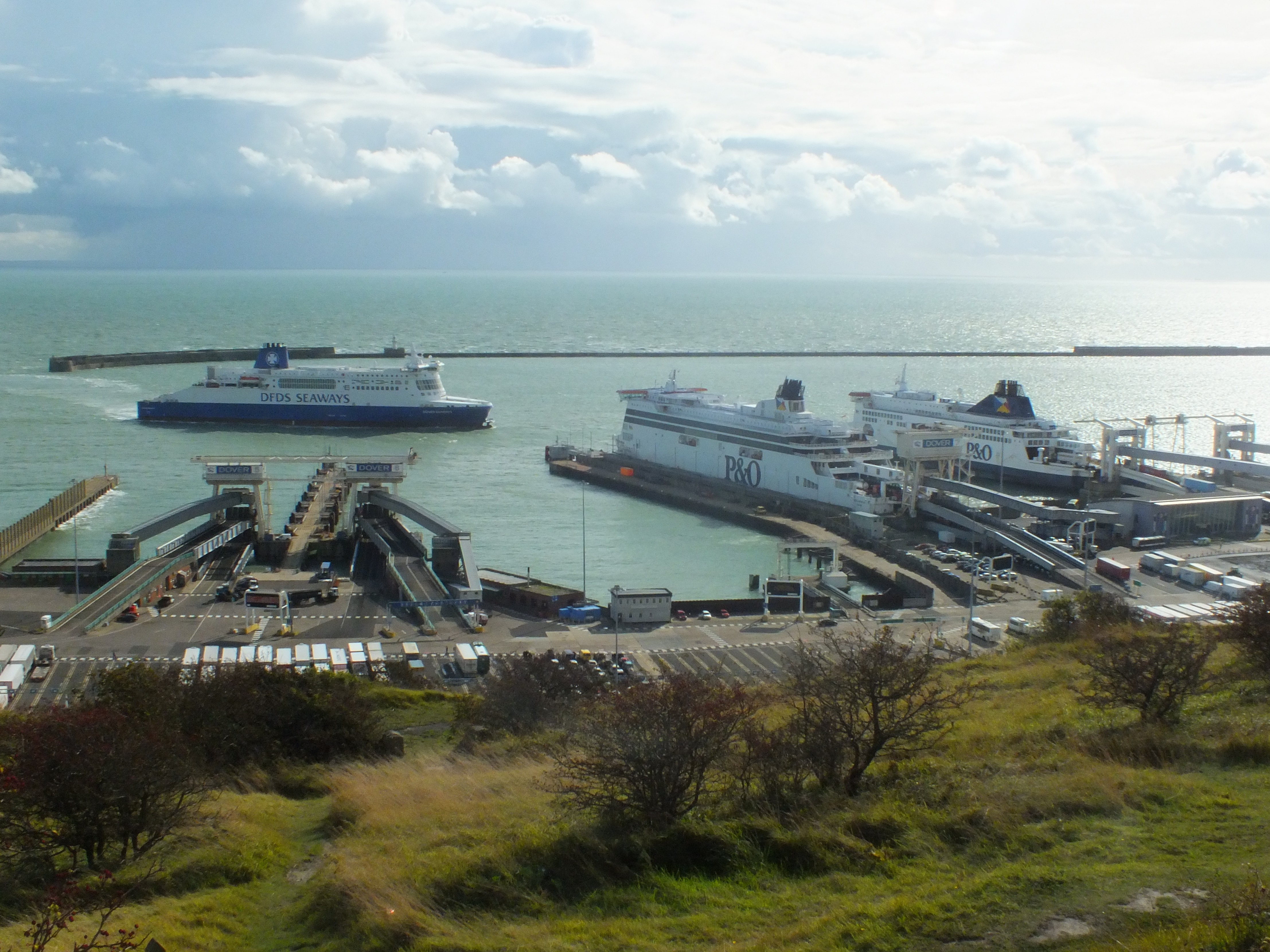
Port Dover

Między Dover a Calais i Dunkierką działa regularna żegluga promowa.
Na terenie dystryktu znajdują się stacje Deal, Dover Priory i Sandwich które obsługują linie kolei dużej prędkości High Speed 1, na której jeżdżą pociągi Southeastern Highspeed, z tą różnicą, że poruszają się tutaj zwykłymi torami i dopiero na stacji Ashford International w dystrykcie Ashford wjeżdżają na linię High Speed.
Pozostałe stacje kolejowe:
- Aylesham
- Kearsney
- Martin Mill
- Shepherds Well
- Snowdown
- Walmer

W Dover swój początek mają drogi A2 i A20 które prowadzą do centrum Londynu, a także droga A256 która prowadzi w okolice Portu lotniczego Kent International w dystrykcie Thanet.

## Inne miejscowości
Alkham, Ash, Ashley, Aylesham, Barnsole, Betteshanger, Buttsole, Capel-le-Ferne, Chillenden, Church Whitfield, Coldred, Coombe, Denton, Drellingore, East Langdon, East Studdal, Eastry, Elmstone, Elvington, Ewell Minnis, Eythorne, Farthingloe, Finglesham, Frogham, Goodnestone, Great Mongeham, Guston, Hacklinge, Hoaden, Hougham, Kearsney, Kingsdown, Langdon, Little Mongeham, Lydden, Marley, Marshborough, Martin Mill, Martin, Maxton, Nonington, Northbourne, Preston, Richborough, Ringwould, Ripple, River, St Margaret’s at Cliffe, Shepherdswell, Sholden, Snowdown, Staple, Stourmouth, Sutton, Swingate, Temple Ewell, Tilmanstone, Waldershare, Ware, West Langdon, West Studdal, West Cliffe, Westmarsh, Whitfield, Wingham, Woodnesborough, Wootton, Worth.